# 巴西礫毛鼻鯰
巴西礫毛鼻鯰，為輻鰭魚綱鯰形目毛鼻鯰科的其中一種。分布於南美洲巴西Javaés河和Araguaia河流域，本魚背鰭軟條 10枚；臀鰭軟條8枚；脊椎骨33個，體長可達1.9公分，棲息在水淺，沙底質的清澈淡水，屬肉食性，以水蚤為食。